# قائمة الملوك الحاليين للدول ذات السيادة
- أمثلة على الملوك المطلقين (الصف العلوي):
  - حسن البلقية، سلطان بروناي
  - سلمان، ملك السعودية
  - البابا لاون الرابع عشر
- أمثلة على الملوك التنفيذيين (الصف الأوسط):
  - هانز آدم الثاني، أمير ليختنشتاين
  - محمد السادس، ملك المغرب
  - جيغمه خيسار نمجيل وانغشاك، الملك التنين لبوتان
- أمثلة على الملوك الصوريين (الصف السفلي):
  - تشارلز الثالث، ملك المملكة المتحدة والممالك الكومنولثية الأخرى
  - ناروهيتو، إمبراطور اليابان
  - هنري، دوق لوكسمبورغ الأكبر

العاهل هو رأس النظام اللملكي، وهو شكل من أشكال الحكومة حيث يحكم الدولة فرد يحكم عادةً مدى الحياة أو حتى التنازل عن العرش، ويرث العرش عادةً بالولادة. قد يكون الملوك مستبدين (كما هو الحال في جميع الملكيات المطلقة) أو قد يكونون رؤساء صوريين يمارسون سلطات محدودة أو لا يمارسون أي سلطات احتياطية على الإطلاق، مع السلطة الفعلية المخولة للهيئة التشريعية و/أو مجلس الوزراء التنفيذي (كما هو الحال في العديد من الملكيات الدستورية). في كثير من الحالات، يتم ربط الملك أيضًا بدين الدولة. معظم الدول لديها الملك واحد فقط في أي وقت معين، على الرغم من أن الوصي قد يحكم عندما يكون الملك قاصرًا أو غير موجود أو غير قادر على الحكم. الحالات التي يحكم فيها الملكان في وقت واحد دولة واحدة، كما هو الحال حاليًا في أندورا، تُعرف باسم الحكومات المشتركة.
تُستخدم مجموعة متنوعة من الألقاب على سبيل المثال: "«الملك» و«الملكة»، و«الأمير» و«الأميرة»، و«الدوق الأكبر» و«الدوقة الكبرى»، و«الإمبراطور» و«الإمبراطورة»، وعلى الرغم من اختلاف التعامل مع هذه الألقاب بحسب اللغات المحلية، فإن الأسماء والألقاب الواردة في القائمة أدناه صُممت وفق التسمية العربية الشائعة، مع استخدام الأرقام الرومانية أحيانًا للتمييز بين الحكّام الذين يحملون الاسم نفسه، كما هو مألوف في السياقات الأوروبية، أما في الممالك العربية والإسلامية، فيُلاحظ أن أسماء الملوك تُربط غالبًا باسم الأب أو بالاسم العائلي أو اسم السلالة.
في الدراسات السياسية والاجتماعية الثقافية، ترتبط الملكيات عادة بالحكم الوراثي؛ معظم الملوك في السياقات التاريخية والمعاصرة، ولدوا ونشأوا داخل عائلة الملكية، تم تعريف الخلافة باستخدام مجموعة متنوعة من الصيغ المميزة، مثل: قرابة الدم، وحق البكورية، والأقدمية الأبوية، ومع ذلك فإن بعض الملكيات ليست وراثية، ويتم تحديد الحاكم بدلاً من ذلك من خلال عملية انتخابية؛ ومن الأمثلة الحديثة على ذلك عرش ماليزيا. تتحدى هذه الأنظمة المفهوم النموذجي الملكية، ولكن يُنظر إليها عمومًا على هذا النحو لأنها تحتفظ بخصائص ارتباطية معينة، تستخدم العديد من الأنظمة مزيجًا من العناصر الوراثية والانتخابية، حيث يقتصر انتخاب أو ترشيح خليفة على أعضاء سلالة الملكية.
يتم سرد الإدخالات أدناه بجانب ممتلكاتهم الخاصة، والتي تم تنظيمها ترتيباً هجائي عربي،.يحكم هؤلاء الملوك كرؤساء دولة في دولهم ذات السيادة.

## الملوك حسب البلد
| اللقب        | العاهل                     | الصورة الشخصية         | شعارات النبالة والشعارات        | دولة (دول) ذات سيادة         | منذ (المدة)                                 | العائلة          | النوع          | وريث العرش                                     | المرجع                                                                                                   |
| ------------ | -------------------------- | ---------------------- | ------------------------------- | ---------------------------- | ------------------------------------------- | ---------------- | -------------- | ---------------------------------------------- | --- |
| الملك        | عبدالله الثاني             |                        |                                 | الأردن                       | 7 فبراير 1999 (26 سنوات و192 أيام)          | الهاشمية         | تنفيذي         | وراثية واختيارية (المُفترض: الحسين بن عبد الله) | [ 15 ] [ 16 ]                                                                                            |
| الملك        | فيليب السادس               |                        |                                 | إسبانيا                      | 19 يونيو 2014 (11 سنوات و60 أيام)           | بوربون-أنجو      | صوري           | ليونور أميرة أستورياس (الوريث المُفترض)         | [ 18 ]                                                                                                   |
| الملك        | تشارلز الثالث              |                        |                                 | أستراليا                     | 8 سبتمبر 2022 (2 سنوات و344 أيام)           | وندسور           | صوري           | ويليام أمير ويلز                               | [ 19 ] [ 20 ] [ 21 ] [ 22 ] [ 23 ] [ 24 ] [ 25 ] [ 26 ] [ 27 ] [ 28 ] [ 29 ] [ 30 ] [ 31 ] [ 32 ] [ 33 ] |
| الملك        | تشارلز الثالث              | أنتيغوا وباربودا       |                                 |                              | 8 سبتمبر 2022 (2 سنوات و344 أيام)           | وندسور           | صوري           | ويليام أمير ويلز                               | [ 19 ] [ 20 ] [ 21 ] [ 22 ] [ 23 ] [ 24 ] [ 25 ] [ 26 ] [ 27 ] [ 28 ] [ 29 ] [ 30 ] [ 31 ] [ 32 ] [ 33 ] |
| الملك        | تشارلز الثالث              | بابوا غينيا الجديدة    |                                 |                              | 8 سبتمبر 2022 (2 سنوات و344 أيام)           | وندسور           | صوري           | ويليام أمير ويلز                               | [ 19 ] [ 20 ] [ 21 ] [ 22 ] [ 23 ] [ 24 ] [ 25 ] [ 26 ] [ 27 ] [ 28 ] [ 29 ] [ 30 ] [ 31 ] [ 32 ] [ 33 ] |
| الملك        | تشارلز الثالث              | البهاما                |                                 |                              | 8 سبتمبر 2022 (2 سنوات و344 أيام)           | وندسور           | صوري           | ويليام أمير ويلز                               | [ 19 ] [ 20 ] [ 21 ] [ 22 ] [ 23 ] [ 24 ] [ 25 ] [ 26 ] [ 27 ] [ 28 ] [ 29 ] [ 30 ] [ 31 ] [ 32 ] [ 33 ] |
| الملك        | تشارلز الثالث              | بليز                   |                                 |                              | 8 سبتمبر 2022 (2 سنوات و344 أيام)           | وندسور           | صوري           | ويليام أمير ويلز                               | [ 19 ] [ 20 ] [ 21 ] [ 22 ] [ 23 ] [ 24 ] [ 25 ] [ 26 ] [ 27 ] [ 28 ] [ 29 ] [ 30 ] [ 31 ] [ 32 ] [ 33 ] |
| الملك        | تشارلز الثالث              | توفالو                 |                                 |                              | 8 سبتمبر 2022 (2 سنوات و344 أيام)           | وندسور           | صوري           | ويليام أمير ويلز                               | [ 19 ] [ 20 ] [ 21 ] [ 22 ] [ 23 ] [ 24 ] [ 25 ] [ 26 ] [ 27 ] [ 28 ] [ 29 ] [ 30 ] [ 31 ] [ 32 ] [ 33 ] |
| الملك        | تشارلز الثالث              | جامايكا                |                                 |                              | 8 سبتمبر 2022 (2 سنوات و344 أيام)           | وندسور           | صوري           | ويليام أمير ويلز                               | [ 19 ] [ 20 ] [ 21 ] [ 22 ] [ 23 ] [ 24 ] [ 25 ] [ 26 ] [ 27 ] [ 28 ] [ 29 ] [ 30 ] [ 31 ] [ 32 ] [ 33 ] |
| الملك        | تشارلز الثالث              | جزر سليمان             |                                 |                              | 8 سبتمبر 2022 (2 سنوات و344 أيام)           | وندسور           | صوري           | ويليام أمير ويلز                               | [ 19 ] [ 20 ] [ 21 ] [ 22 ] [ 23 ] [ 24 ] [ 25 ] [ 26 ] [ 27 ] [ 28 ] [ 29 ] [ 30 ] [ 31 ] [ 32 ] [ 33 ] |
| الملك        | تشارلز الثالث              | سانت فنسنت والغرينادين |                                 |                              | 8 سبتمبر 2022 (2 سنوات و344 أيام)           | وندسور           | صوري           | ويليام أمير ويلز                               | [ 19 ] [ 20 ] [ 21 ] [ 22 ] [ 23 ] [ 24 ] [ 25 ] [ 26 ] [ 27 ] [ 28 ] [ 29 ] [ 30 ] [ 31 ] [ 32 ] [ 33 ] |
| الملك        | تشارلز الثالث              | سانت كيتس ونيفيس       |                                 |                              | 8 سبتمبر 2022 (2 سنوات و344 أيام)           | وندسور           | صوري           | ويليام أمير ويلز                               | [ 19 ] [ 20 ] [ 21 ] [ 22 ] [ 23 ] [ 24 ] [ 25 ] [ 26 ] [ 27 ] [ 28 ] [ 29 ] [ 30 ] [ 31 ] [ 32 ] [ 33 ] |
| الملك        | تشارلز الثالث              | سانت لوسيا             |                                 |                              | 8 سبتمبر 2022 (2 سنوات و344 أيام)           | وندسور           | صوري           | ويليام أمير ويلز                               | [ 19 ] [ 20 ] [ 21 ] [ 22 ] [ 23 ] [ 24 ] [ 25 ] [ 26 ] [ 27 ] [ 28 ] [ 29 ] [ 30 ] [ 31 ] [ 32 ] [ 33 ] |
| الملك        | تشارلز الثالث              | غرينادا                |                                 |                              | 8 سبتمبر 2022 (2 سنوات و344 أيام)           | وندسور           | صوري           | ويليام أمير ويلز                               | [ 19 ] [ 20 ] [ 21 ] [ 22 ] [ 23 ] [ 24 ] [ 25 ] [ 26 ] [ 27 ] [ 28 ] [ 29 ] [ 30 ] [ 31 ] [ 32 ] [ 33 ] |
| الملك        | تشارلز الثالث              | كندا                   |                                 |                              | 8 سبتمبر 2022 (2 سنوات و344 أيام)           | وندسور           | صوري           | ويليام أمير ويلز                               | [ 19 ] [ 20 ] [ 21 ] [ 22 ] [ 23 ] [ 24 ] [ 25 ] [ 26 ] [ 27 ] [ 28 ] [ 29 ] [ 30 ] [ 31 ] [ 32 ] [ 33 ] |
| الملك        | تشارلز الثالث              | المملكة المتحدة        |                                 |                              | 8 سبتمبر 2022 (2 سنوات و344 أيام)           | وندسور           | صوري           | ويليام أمير ويلز                               | [ 19 ] [ 20 ] [ 21 ] [ 22 ] [ 23 ] [ 24 ] [ 25 ] [ 26 ] [ 27 ] [ 28 ] [ 29 ] [ 30 ] [ 31 ] [ 32 ] [ 33 ] |
| الملك        | تشارلز الثالث              | نيوزيلندا              |                                 |                              | 8 سبتمبر 2022 (2 سنوات و344 أيام)           | وندسور           | صوري           | ويليام أمير ويلز                               | [ 19 ] [ 20 ] [ 21 ] [ 22 ] [ 23 ] [ 24 ] [ 25 ] [ 26 ] [ 27 ] [ 28 ] [ 29 ] [ 30 ] [ 31 ] [ 32 ] [ 33 ] |
| الملك        | مسواتي الثالث              |                        |                                 | إسواتيني                     | 25 أبريل 1986 (39 سنوات و115 أيام)          | دلاميني          | مُطلق           | وراثية واختيارية                               | [ 36 ]                                                                                                   |
| الرئيس       | محمد بن زايد               |                        |                                 | الإمارات العربية المتحدة     | 14 مايو 2022 (3 سنوات و96 أيام)             | آل نهيان         | تنفيذي وفدرالي | وراثية واختيارية (المُفترض: خالد بن محمد)       | [ 40 ]                                                                                                   |
| الأميرا      | جوزيب لويس سيرانو بينتينات |                        |                                 | أندورا                       | 31 مايو 2025 (79 أيام)                      | —                | صوري           | بحكم منصبه                                     | [ 41 ]                                                                                                   |
| الأميرا      | إيمانويل ماكرون            |                        | 14 مايو 2017 (8 سنوات و96 أيام) | أندورا                       | —                                           |                  | صوري           | بحكم منصبه                                     | [ 41 ]                                                                                                   |
| الملك        | حمد بن عيسى                |                        |                                 | البحرين                      | 6 مارس 1999 (26 سنوات و165 أيام)            | آل خليفة         | تنفيذي         | الأمير سلمان بن حمد                            | [ 42 ]                                                                                                   |
| السلطان      | حسن                        |                        |                                 | بروناي                       | 5 أكتوبر 1967 [محل شك] (57 سنوات و317 أيام) | بلقيه            | مُطلق           | الأمير المهتدي بالله                           | [ 44 ]                                                                                                   |
| الملك        | فيليب                      |                        |                                 | بلجيكا                       | 21 يوليو 2013 (12 سنوات و28 أيام)           | ساكس-كوبرغ وغوتا | صوري           | إليزابيث دوقة برابانت                          | [ 47 ]                                                                                                   |
| الملك        | جيغمه خيسار نمجيل          |                        |                                 | بوتان                        | 9 ديسمبر 2006 (18 سنوات و252 أيام)          | وانغشوك          | تنفيذي         | الأمير جيغمي نمجيل                             | [ 49 ]                                                                                                   |
| الملك        | فاجيرالونغكورن             |                        |                                 | تايلاند                      | 13 أكتوبر 2016 (8 سنوات و309 أيام)          | تشاكري           | صوري           | ديبانكورن راسميجوتي (الوريث المُفترض)           | [ 53 ]                                                                                                   |
| الملك        | توبو السادس                |                        |                                 | تونغا                        | 18 مارس 2012 (13 سنوات و153 أيام)           | توبو             | تنفيذي         | الأمير توبوتو ألوكالالا                        | [ 55 ]                                                                                                   |
| الملك        | فريدريك العاشر             |                        |                                 | الدنمارك                     | 14 يناير 2024 (1 سنة و216 أيام)             | غلوكسبورغ        | صوري           | الأمير كريستيان                                | [ 57 ]                                                                                                   |
| الملك        | سلمان                      |                        |                                 | السعودية                     | 23 يناير 2015 (10 سنوات و207 أيام)          | آل سعود          | مُطلق           | الأمير محمد بن سلمان                           | [ 59 ]                                                                                                   |
| الملك        | كارل السادس عشر غوستاف     |                        |                                 | السويد                       | 15 سبتمبر 1973 (51 سنوات و337 أيام)         | برنادوت          | صوري           | فيكتوريا دوقة فستريوتلاند                      | [ 61 ]                                                                                                   |
| السلطان      | هيثم بن طارق               |                        |                                 | عُمان                         | 11 يناير 2020 (5 سنوات و219 أيام)           | آل بو سعيد       | مُطلق           | الأمير ذي يزن بن هيثم                          | [ 62 ]                                                                                                   |
| البابا       | لاون الرابع عشر            |                        |                                 | الفاتيكان · (الكرسي الرسولي) | 8 مايو 2025 (102 أيام)                      | —                | مُطلق           | انتخاب                                         | |
| الأمير       | تميم بن حمد                |                        |                                 | قطر                          | 25 يونيو 2013 (12 سنوات و54 أيام)           | آل ثاني          | تنفيذي         | عبد الله بن حمد (الوريث المُفترض)               | [ 64 ]                                                                                                   |
| الملك        | سيهاموني                   |                        |                                 | كمبوديا                      | 14 أكتوبر 2004 (20 سنوات و308 أيام)         | نورودوم          | صوري           | وراثية واختيارية                               | [ 66 ]                                                                                                   |
| الأمير       | مشعل الأحمد                |                        |                                 | الكويت                       | 16 ديسمبر 2023 (1 سنة و245 أيام)            | آل الصباح        | تنفيذي         | وراثية واختيارية (المُفترض: صباح خالد)          | [ 73 ]                                                                                                   |
| الدوق الأكبر | هنري                       |                        |                                 | لوكسمبورغ                    | 7 أكتوبر 2000 (24 سنوات و315 أيام)          | لوكسمبورغ-ناساو  | صوري           | جيولايم الدوق الأكبر الوراثي (حاليا نائب ممثل) | [ 74 ]                                                                                                   |
| الأمير       | هانس آدم الثاني            |                        |                                 | ليختنشتاين                   | 13 نوفمبر 1989 (35 سنوات و278 أيام)         | ليختنشتاين       | تنفيذي         | الأمير ألويس (حاليا الأمير الوصي)              | [ 76 ]                                                                                                   |
| الملك        | ليتسي الثالث               |                        |                                 | ليسوتو                       | 7 فبراير 1996 (29 سنوات و192 أيام)          | موشيش            | صوري           | ليروتولي سيسو                                  | [ 78 ] [ 79 ]                                                                                            |
| الملك        | إبراهيم إسماعيل            |                        |                                 | ماليزيا                      | 31 يناير 2024 (1 سنة و199 أيام)             | تمنغكونغ جوهر    | صوري وفدرالي   | الانتخاب (المُفترض: نازرين شاه)                 | [ 84 ]                                                                                                   |
| الملك        | محمد السادس                |                        |                                 | المغرب                       | 23 يوليو 1999 (26 سنوات و26 أيام)           | العلوية          | تنفيذي         | مولاي الحسن                                    | [ 86 ]                                                                                                   |
| الأمير       | ألبير الثاني               |                        |                                 | موناكو                       | 6 أبريل 2005 (20 سنوات و134 أيام)           | غريمالدي         | تنفيذي         | جاك هونوريه                                    | [ 90 ]                                                                                                   |
| الملك        | هارلد الخامس               |                        |                                 | النرويج                      | 17 يناير 1991 (34 سنوات و213 أيام)          | غلوكسبورغ        | صوري           | الأمير هاكون                                   | [ 91 ]                                                                                                   |
| الملك        | فيليم ألكساندر             |                        |                                 | هولندا                       | 30 أبريل 2013 (12 سنوات و110 أيام)          | أوراني           | صوري           | كاثرينا أماليا أميرة أوراني                    | [ 94 ]                                                                                                   |
| الإمبراطور   | ناروهيتو                   |                        |                                 | اليابان                      | 1 مايو 2019 (6 سنوات و109 أيام)             | ياماتو           | صوري           | فوميهيتو أمير أكيشينو (الوريث المُفترض)         | [ 100 ]                                                                                                  |

## الملاحظات
1. ↑  تولى العرش رسميًا في 9 يونيو 1999.[13]
2. ↑  تعتمد الخلافة على مبدأ البكورية، إلا أن الملك الحاكم قد يختار خليفته من بين الأمراء المؤهلين.[14]
3. ↑  تعتمد الخلافة على حق البكورية للذكور، ولكن فيليبي السادس ليس لديه أطفال ذكور حاليًا.[17]
4. ↑  تشارلز هو حاليًا ملك خمسة عشر مملكة من دول الكومنولث المنفصلة.
5. ↑  تم التتويج في 6 مايو 2023.
6. ↑  عضوًا من أسرة غلوكسبورغ.
7. ↑  يخضع الخلافة للقانون العرفي، ولا يتبع مبدأ البكورية. يختار مجلس الشيوخ من بين زوجات الملك الحاكم من ستكون أم الملك القادم. ستخلف هذه المرأة في منصب ندلوفوكاتي عند صعود ابنها إلى العرش، وستحكم معه طوال مدة حكمه. تعتبر زوجتي الملك الأول والثاني غير مؤهلتين.[34][35]
8. ↑  آل نهيان هم فرع من الفلاحي، عشيرة من قبيلة ياس.[37]
9. ↑  رئيس الوزراء هو رئيس الحكومة، ولكن بموافقة المجلس الأعلى، يتم تعيين رئيس الوزراء من قبل الرئيس، الذي يحتفظ بسلطة كبيرة.[38]
10. ↑  وفقًا لدستور دولة الإمارات العربية المتحدة، يتم انتخاب رئيس دولة الإمارات العربية المتحدة من قبل المجلس الأعلى للاتحاد من بين حكام الإمارات السبع.[38] ومع ذلك، بموجب اتفاق غير رسمي، تنتقل الرئاسة دائمًا إلى رئيس عشيرة آل نهيان، شيخ أبو ظبي، مما يجعلها منصبًا وراثيًا «بحكم الأمر الواقع». بالإضافة إلى ذلك، كان رئيس الوزراء المعين دائمًا هو رئيس عشيرة آل مكتوم وشيخ دبي.[39]
11. ↑  يشغل كل من أسقف أورغل ورئيس فرنسا منصب الأمير المشارك لأندورا، ولكن لا يوجد لقب شخصي مرتبط بهذا الدور.
12. ↑  تولى حمد بن عيسى حكم دولة البحرين حتى 14 فبراير 2002، عندما تولى لقب ملك البحرين بموجب دستور جديد.[42]
13. 1 2  عشيرة من قبيلة العتوب.[43]
14. ↑  تم التتويج في الأول من أغسطس 1968.[44]
15. ↑  آلساكس-كوبرغ وغوتا[45] هو فرع من آل فتين.[46]
16. ↑  لا يتولى الملك البلجيكي العرش تلقائيًا عند وفاة أو تنازل سلفه عن العرش؛ بل يصبح ملكًا فقط بعد أداء اليمين الدستورية.
17. ↑  تم التتويج في 6 نوفمبر 2008.[48]
18. ↑  يُلقب أيضًا باسم راما إكس.[50]
19. ↑  تم إعلان فاجيرالونجكورن ملكًا في الأول من ديسمبر 2016 بأثر رجعي إلى تاريخ وفاة والده.[50] تم التتويج في الفترة من 4 إلى 6 مايو 2019.[51][52]
20. ↑  خط من سلالة توي كانوكوبولو.[54][55]
21. 1 2  رسميًا، يُعرف باسم آل شليسفيج هولشتاين-سوندربورغ-غلوكسبورغ، وهو فرع من آل أولدنبورغ.[56]
22. ↑  يتم تحديد الخلافة بالإجماع داخل آل سعود حول من سيكون ولي العهد. وقد يتغير هذا الإجماع اعتمادًا على تصرفات ولي العهد:[58]
23. ↑  تولى العرش رسميًا في 19 سبتمبر 1973.[60]
24. ↑  بصفته حاكم دولة مدينة الفاتيكان، بحكم كونه أسقف روما.
25. ↑  تم التتويج في 29 أكتوبر 2004.[65]
26. ↑  فرع من سلالة فارمان. يستخدم أحفاد نورودوم الأول.[66][67]
27. ↑  يتم اختيار الملك مدى الحياة من قبل المجلس الملكي للعرش من بين الذكور من نسل الملوك آنج دوونج، ونورودوم، وسيسوات.[68]
28. ↑  تم تنصيبه رسميًا في 20 ديسمبر 2023 بناءً على دعوة من البرلمان.[69]
29. ↑  يتم تعيين ولي العهد من قبل الأمير الحاكم، ويجب أن تتم الموافقة على الترشيح أيضًا من قبل أغلبية أعضاء مجلس الأمة.[70] كان العرش يتناوب عليه تقليديا الفرعان الرئيسيان لعائلة آل صباح - آل سالم وآل جابر – حتى عام 2006.[71][72] الأمير الحالي من فرع الجابر.
30. ↑  قبل تنصيبه رسميًا، كان هنري يشغل منصب الأمير الوصي منذ 4 مارس 1998.[74] في 8 أكتوبر 2024، عين الدوق الأكبر رسميًا ابنه جيولايم، الدوق الأكبر الوراثي للوكسمبورغ وصيًا على العرش، استعدادًا لخلافته على العرش، لكنه ظل رئيسًا للدولة وفقًا للدستور.
31. ↑  العائلة المالكة في لوكسمبورغ هي أعضاء في عائلة ناساو - فيلبيورخ،[75] ينحدر من عائلة ناساو وفرع بارما من آل بوربون.
32. ↑  تولى العرش رسميًا في 15 أغسطس 1990.[بحاجة لمصدر] قبل توليه منصبه، كان هانز آدم يشغل منصب الأمير الوصي منذ 26 أغسطس 1984.[76] في 15 أغسطس 2004، عيَّن الأمير رسميًا ابنه ألويس، أمير ليختنشتاين الوراثي وصيًا على العرش، استعدادًا لخلافته على العرش، لكنه ظل رئيسًا للدولة وفقًا للدستور..[77]
33. ↑  تم تتويج الملك في 31 أكتوبر 1997. وكان قد حكم سابقًا كملك من 12 نوفمبر 1990 حتى 25 يناير 1995.[78]
34. ↑  تُترجم تقريبًا إلى «الرئيس الأعلى للدولة»، وتُترجم عادةً في اللغة العربية إلى «الملك».[80]
35. ↑  انتخب في 27 أكتوبر 2023.[81] بدأت فترة ولايته في 31 يناير 2024.[82]
36. ↑  يتم انتخاب يانغ دي-برتوان أغونغ لمدة خمس سنوات من بين الحكام الوراثيين التسعة للولايات الملايوية، والذين يشكلون مجلس الحكام. وحتى الآن، كان المنصب يتم بالتناوب بشكل منهجي بين الحكام التسعة، وذلك بموجب اتفاق غير رسمي؛ وكان الترتيب في الأصل يعتمد على الأقدمية.[83]
37. ↑  تولى العرش رسميًا في 30 يوليو 1999.[85]
38. ↑  تم تنصيب ألبرت الثاني رسميًا كأمير في حفل من جزأين، وفقًا للتقاليد، في 12 يوليو و19 نوفمبر 2005.[87][88] وكان قد شغل منصب الوصي على العرش من 31 مارس 2005 حتى توليه العرش.[89]
39. ↑  توج رسميًا في 21 يناير 1991، وتم تكريسه في 23 يونيو 1991. قبل توليه العرش، كان هارالد يشغل منصب الأمير الوصي منذ 1 يونيو 1990.[91]
40. ↑  تنحدر العائلة المالكة الهولندية من أسرة ناساو وليبه وأسرة أمسبيرغ.
[92][93]
41. ↑  «ناروهيتو» هو الاسم الأول للإمبراطور الحالي، ولكنه ليس اسمه الملكي، ولا يُشار إليه بهذا الاسم مطلقًا في اللغة اليابانية. يحمل عهد ناروهيتو اسم "«رييوا»، ووفقًا للعادات، سيتم تغيير اسمه إلى "«الإمبراطور رييوا» بعد وفاته.[بحاجة لمصدر][95]
42. ↑  أقيم حفل التنصيب الرسمي في 22 أكتوبر 2019.[96]
43. ↑  الإمبراطور الياباني ليس لديه اسم عائلي.[97][98] يعود استخدام اسم ياماتو للأسرة إلى محكمة ياماتو القديمة.[99] يتم استخدامه في كثير من الأحيان كاسم للسلالة الإمبراطورية، ولكن ليس له أساس رسمي.
44. ↑  تعتمد الخلافة على حق البكورية للذكور، ولكن ناروهيتو ليس لديه أطفال ذكور حاليًا.

## وصلات خارجية
- Soszynski, Henry. "Genealogical Gleanings: Royal and Noble Lineages". University of Queensland. مؤرشف من الأصل في 2011-05-12.